# 주승혁
주승혁(2010년 3월 17일 ~ )은 대한민국의 배우이다.

## 출연

### 방송

#### 드라마
- 2017년 KBS 2TV 이름 없는 여자 - 구해성 역
- 2017년 TvN 변혁의 사랑 - 권제훈 역 (공명 아역)